# Puntate di The Lost Room

## Puntate
La miniserie è composta da 3 puntate della durata di 90 minuti ciascuna. Venne trasmessa in Italia in prima TV da Fox in 6 puntate da 45 minuti l'uno.
| n° | Titolo Originale             | n° | Titolo Italiano   | Prima TV USA     | Prima TV Italia  |
| -- | ---------------------------- | -- | ----------------- | ---------------- | ---------------- |
| 1  | The Key And The Clock        | 1  | La Camera Magica  | 11 dicembre 2006 | 3 dicembre 2008  |
| 1  | The Key And The Clock        | 2  | La Sveglia        | 11 dicembre 2006 | 3 dicembre 2008  |
| 2  | The Comb And The Box         | 3  | La Caccia         | 12 dicembre 2006 | 10 dicembre 2008 |
| 2  | The Comb And The Box         | 4  | L'Uomo Della Foto | 12 dicembre 2006 | 10 dicembre 2008 |
| 3  | The Eye And The Prime Object | 5  | L'Occhio          | 13 dicembre 2006 | 17 dicembre 2008 |
| 3  | The Eye And The Prime Object | 6  | L'Oggetto Vivente | 13 dicembre 2006 | 17 dicembre 2008 |

## La Camera Magica
- Diretta da: Craig R. Baxley
- Scritta da: Christopher Leone e Paul Workman

### Trama
Il detective Joe Miller si trova coinvolto in un caso di omicidio in cui sono stati trovati due uomini completamente bruciati all’interno di un banco dei pegni. L’unico testimone ancora vivo è un ragazzo che però si presenta alcuni giorni dopo ferito a casa del detective, dove muore lasciandogli una misteriosa chiave.
Joe scopre in seguito che quella chiave apre qualsiasi porta ma conduce sempre ad una assolata stanza di motel, dalla quale, sempre con la stessa chiave, è possibile uscire ed arrivare dove si vuole.
Lui non vuole avere niente a che fare con quella stanza e viene contattato da Howard Montague che tutti chiamano Weasel che vuole la chiave e per averla rapisce Anna, la figlia di Joe, dandogli appuntamento in un vecchio magazzino. Una volta lì, durante lo scambio, avviene una colluttazione, Anna scappa ed entra nella stanza del motel, chiudendo la porta. Joe la segue, infila di nuovo la chiave, riapre la porta, ma Anna è scomparsa, la stanza si è resettata e lui non sa dove sia finita sua figlia.

## La Sveglia
- Diretta da: Craig R. Baxley
- Scritta da: Christopher Leone e Paul Workman

### Trama
Lou e Lee Bridgewater sono convinti che Joe abbia rapito la figlia. Joe insiste sul fatto che Montague dovrebbe essere tenuto sott'occhio, poiché era al banco dei pegni quando accaddero gli omicidi e Lou si fida di Joe. Joe vede Jennifer trovare la Radio, un altro Oggetto della stanza. Lei fa parte della Legione, un gruppo di persone che sta cercando di distruggere gli oggetti in quanto causano solo sofferenze ai loro possessori.
The Weasel afferma che aiuterà Joe se lui lo aiuterà ad impossessarsi dell'Orologio che ora è nelle mani di Karl Reutzfeld, un collezionista di Oggetti che sta organizzando la festa di compleanno di suo figlio Isaac in una villa super sorvegliata. Siccome Reutzfeld conosce le proprietà della Chiave, ha fatto togliere tutte le porte con serratura da casa sua, sostituendole con porte scorrevoli apribili solo con tessere magnetiche. Weasel e Joe dovranno rubare la cassaforte con l'Orologio all'interno. Dal momento che la cassaforte è difficilmente apribile, Joe la riporta all'interno della Camera del motel. Quando riapre la porta l'Orologio è tornato nella sua posizione originaria. Joe prova ad usare l'Orologio per riportare sua figlia indietro, come affermato da Weasel ma gli oggetti non funzionano all'interno della Stanza. Frustrato, Joe spinge The Weasel di nuovo dentro la porta, per farlo riapparire a casa di Karl Reutzfeld. 
Il Dott. Martin Ruber diventa ossessionato per gli Oggetti. Dice che ci sono persone che pensano che facciano parte di Dio o che permettano alla gente di comunicare con Dio stesso. Mentre lo spiega, il suo atteggiamento diventa frenetico e, per provare ad impossessarsi della Chiave, spara a Lou. Dell'omicidio viene accusato Joe.

## La Caccia
- Diretta da: Michael W. Watkins
- Scritta da: Christopher Leone e Laura Harkcom

### Trama
Alla disperata ricerca di un modo per riportare indietro sua figlia, Joe riporta la Sveglia rubata a Karl Reutzfeld, sperando di trovare un oggetto che possa fare al caso suo. È convinto che l'Oggetto Primario sia la chiave di tutto, ma Reutzfeld gli dice che non esiste nemmeno la certezza che quell'oggetto sia davvero esistente. Reutzfeld gli racconta anche un po' di storia della Stanza e degli Oggetti e gli dice che esisteva, all'epoca, una comunità di persone, dette "I Collezionisti", che collezionava gli Oggetti anche senza conoscerne il loro vero valore e che era quasi riuscita a collezionarli tutti. Poi decisero che era meglio riunire gli oggetti in un unico luogo, una cripta, dicendogli anche che probabilmente l'unico modo per accedervi era avere la Chiave e che se esiste l'Oggetto Primario è sicuramente nella cripta assieme a tanti altri Oggetti, tra i quali l'Occhio Di Vetro, che è l'unico Oggetto che a lui servirebbe per far guarire il figlio Isaac affetto da leucemia.
Joe e Reutzfeld si uniscono alla ricerca della cripta.
L'ultimo membro vivente conosciuto dei Collezionisti sembra essere Barbara Strizke, che però risulta introvabile da tempo e che comunque è difficile da uccidere perché possiede un Oggetto di grande valore, il Pettine, che ha la proprietà di fermare il tempo.
Joe si fa aiutare nell'impresa anche da Jennifer che lo mette in guardia nei confronti di Reutzfeld.
Nel frattempo Ruber scopre dell'esistenza dell'Ordine, ognuno dei quali possiede un Oggetto e riesce a rubare gli Occhiali, un Oggetto che ha la proprietà di soffocare le fiamme; in questo modo riesce ad entrare nell'Ordine.
Jennifer e Joe scoprono che il Pettine è ormai da lungo tempo nelle mani di Adam, il nipote di Barbara Strizke, il quale glielo lascia in quanto gli ha portato solo guai. Gli lascia anche una Polaroid che si scopre essere un Oggetto.
Alla fine dell'episodio Joe contatta Wally per farsi spedire assieme a lui in mezzo al deserto con il Biglietto dell'Autobus; dopo una lunga camminata sotto il sole, i due si ritrovano fuori dal Motel di cui Joe ha la Chiave della Stanza.

## L'Uomo della Foto
- Diretta da: Michael W. Watkins
- Scritta da: Christopher Leone e Laura Harkcom

### Trama
Wally e Joe sono fuori dal motel del quale Joe possiede la Chiave della stanza n° 10. Wally sostiene che tutti gli oggetti si attirano e quando sono vicini le persone avvertono un malessere diffuso, cosa che sentono entrambi in quel momento. Wally gli racconta un po' di storia e gli dice anche che non esiste la stanza n° 10, o almeno non esiste più. Entrando nella stanza n° 9, Wally e Joe vengono a contatto con un fantasma che riescono anche a filmare legando una telecamera ed uno skateboard e mandandolo dentro la stanza. Analizzando il filmato, Joe riesce a bloccare la pellicola sul volto del fantasma, una donna che nessuno dei due ha mai visto, ed è convinto che, riuscendo a capire chi sia questa donna e riuscendo a tirarla fuori, sarà in grado di far tornare indietro anche la figlia.
Nel frattempo Ruber viene fatto entrare nell'Ordine, dove gli viene chiesto di impadronirsi della Chiave, al momento nelle mani di Joe; Ruber contatta Joe e gli chiede di dargliela, ma Joe rifiuta.
Wally e Joe si recano nella prima cittadina vicina al Motel della Chiave chiedendo informazioni sul motel, sulla stanza n° 9 e sulla donna di cui hanno visto il fantasma, ma la gente sembra restia a dare informazioni, poi Joe nota, in una foto di gruppo attaccata alla parete del bar, la donna in questione.
Joe contatta Jennifer per avere informazioni sulla stanza n° 9, dove ha trovato il fantasma e passano la nottata insieme nella stanza n° 10. Al risveglio, Joe nota una impronta digitale sullo specchio del bagno e, tramite il database della polizia, trova che appartiene a Gus Jacobs, un signore che abita non lontano dal motel e decide di andare da lui per scoprire qualcosa.
Gus gli spiega che la donna in questione si chiama Arlene Conroy ed è, o meglio, era sua moglie ed assieme gestivano le 9 stanze del motel fino al 1961 quando trovarono la Chiave della stanza n° 10 e la usarono entrandoci e scoprendo gli Oggetti ed i loro poteri. Provarono a trovare e riunire tutti gli oggetti formando il gruppo dei "Collezionisti" fino a quando la scoperta e l'uso della Scatola dell'Orologio portarono al "disastro della stanza n° 9" nel 1966 e alla scomparsa di Arlene. Poi i sopravvissuti nascosero gli Oggetti restanti.
Joe scopre che la Scatola è nelle mani dell'Ordine e decide di rubarla, con l'aiuto di Ruber. Si reca poi al Motel dove, con la Scatola ed il Pettine, riesce a rallentare a tal punto il tempo da riuscire a parlare col fantasma, che gli dice di aver visto sua figlia e che Anna lo sta aspettando. Scopre anche che la Polaroid trovata mostra quel luogo nel momento del disastro e che l'Uomo nella Stanza è l'Oggetto Primario, quello che gli farà ritrovare la figlia scomparsa.

## L'Occhio
- Diretta da: Craig R. Baxley
- Scritta da: Christopher Leone e Laura Harkcom

### Trama
Joe Miller continua la ricerca di sua figlia Anna, aiutato da Jennifer che gli confida che Karl Kreutzfeld è debole e pazzo ed in realtà non lo aiuterà mai. Rimane comunque l'unica speranza per Joe. Prova empatia per lui perché il figlio di Karl, Isaac, soffre di leucemia. Joe vuole trovare l'Oggetto Primario, che lui pensa sia l'Occupante; è certo che sia reale perché ha visto la sua immagine nella Fotografia. 
Nel frattempo Kreutzfeld fa visita al Sudanese, un trafficante di qualunque cosa sia relativa agli Oggetti, ma non degli Oggetti stessi, perché sta cercando l'Occhio, a qualunque prezzo. Kreutzfeld compra un libro con una mappa disegnata all'interno, le istruzioni per arrivare ad un caveau dove dovrebbero essere buona parte degli Oggetti originali. Jennifer ed il Sudanese stanno controllando la copia di un film in cui Arlene Conroy sta facendo un esperimento usando cinque Oggetti ed entrando nella stanza n° 9 del Motel. Nel film si vede una enorme confusione e poi la donna scomparire per sempre all'interno della stanza.
Il Dott. Martin Ruber è sperduto nel deserto roccioso che attornia il Motel. Ha con lui la Fotografia, che è uno degli Oggetti, l'unico con cui si possa vedere la stanza n° 10 ed il suo contenuto. Nel frattempo Margaret Milne, la vice capo della Legione, è rimproverata per aver perso due Oggetti.
Joe e Karl pagano molti soldi a Suzie Kang per avere informazioni sulle Forbici, che hanno il potere di ruotare le cose. Zoraida Figueroa, una spacciatrice di droga, ha le forbici. Dopo un violento scontro in cui Joe e Karl dovranno forzatamente collaborare, riescono ad ottenere l’oggetto. Zoraida rimane senza forze, in quanto quelle forbici erano l'unica cosa che davvero le interessava al mondo.
Wally Jabronski è convinto che l'Occupante non sia reale e che, se fosse mai esistito, sarebbe ormai morto in quanto sarebbe, come Oggetto, dentro il caveau da più di 40 anni. Il caveau è all'interno di una prigione abbandonata in Arizona, dove John Clark, uno degli originari Collezionisti, lavorava.
Joe prende quindi la Chiave e Karl l'Orologio e accettano di lasciare la Fiaschetta e la pistola di Joe a casa di Karl. Nel frattempo, Jennifer si rende conto che Karl vuole ripetere l'esperimento fatto da Arlene Conroy 40 anni prima. Pensa anche che questo ucciderà tutti e anche lo stesso Karl.
Nel caveau, Karl trova l'Occhio ma la cassa di legno dove avrebbe dovuto essere l'Occupante è desolatamente vuota. In quel momento, Joe apprende che il figlio di Karl è, in realtà, morto. Karl prende la Pillola e qualunque cosa lui ricordi appare al suo fianco. Dapprima Isaac e poi il braccio destro di Karl, Anthony, appaiono di fianco a lui. Karl se ne va con la Chiave, lasciando Joe imprigionato all'interno del caveau, da dove dovrà cercare di fuggire con l'aiuto degli Oggetti.

## L'Oggetto Vivente
- Diretta da: Craig R. Baxley
- Scritta da: Christopher Leone e Laura Harkcom

### Trama
Joe prende il Biglietto dell'autobus di Wally e scopre la città di origine dell'Occupante. Scopre anche che ci fu uno strano uomo che apparve all'improvviso, dichiarando di essere sposato con Mabel Smith, nonostante lei dicesse di non averlo assolutamente mai visto. Lei non si sposò mai ma tenne sempre con lei una foto di sé stessa con l'Occupante, appena sposati, firmata da lei stessa. La detective Lee Bridgewater, ex collega di Joe, segue Martin e Margaret all'ospedale dove prova ad uccidere senza successo l'uomo, che indossa gli occhiali per fare in modo che la pistola non spari. Lui gli dice che, una volta riuniti gli Oggetti, diventerà un Dio.
Karl si rimuove un occhio per mettere al suo posto l'Occhio. Con quello, è in grado di far scomparire e probabilmente uccidere la gente, lasciando solamente i vestiti a terra in una nuvola di polvere. Quando Jennifer ed il suo amico irrompono in casa sua per impedirgli di ricostruire l'esperimento Conroy è troppo tardi e Karl uccide diverse persone.
Joe fa visita ad Eddie McCleister, l'Occupante, che prova a suicidarsi sparandosi con la pistola di Joe, ma non ci riesce in quanto gli Oggetti non possono essere distrutti al di fuori della stanza. Eddie non ha creato gli Oggetti ed è egli stesso uno degli Oggetti, ma ha una idea per tirare fuori Anna dalla Stanza, quindi viaggia assieme a Joe per raggiungere la Stanza del Motel. Al Motel, Karl sta ripetendo l'esperimento di Arlene Conroy; vede suo figlio nella Stanza, gli parla, ma Isaac è spaventato da suo padre e si ritira all'interno. Karl lo segue, entra ed entrambi scompaiono nella luce dentro la Stanza.
Eddie entra nella Stanza e Joe lo segue. L'Occupante chiede a Joe di ucciderlo con la sua pistola, poiché egli può essere ucciso solamente dentro la Stanza. Secondo la Legge della Conservazione degli Oggetti, quando l'Occupante originario sarà morto, Joe ne prenderà il posto diventando egli stesso un Oggetto.
Così Joe spara a Eddie, uccidendolo, diventando un Oggetto e ritrovando Anna. Dopo essere usciti dalla Stanza, Joe torna indietro e getta la chiave all'interno della Stanza, richiudendo la porta e controllando che alla riapertura, la chiave sia finalmente scomparsa. Poi Jennifer, Joe ed Anna se ne vanno assieme.
La scena finale vede la porta riaprirsi in modo che si veda la chiave sul pavimento di moquette.